# 陳旭 (雲陽伯)
陳 旭（ちん きょく、生年不詳 - 1410年）は、明代の軍人。本貫は滁州全椒県。

## 生涯
父の陳彬から指揮僉事の官を嗣いだ。会州衛指揮同知となった。1399年（建文元年）、靖難の変が起こると、陳旭は城ごと燕王朱棣に降った。朱棣に従って灤河流域を転戦し、真定で奮戦した。1400年（建文2年）、徳州を守備した。盛庸の軍が徳州に進攻すると、陳旭は城を捨てて逃走したが、敗戦の責任は問われなかった。朱棣が滄州の攻撃を図ると、陳旭は徐理とともに直沽で浮橋を造って軍を渡河させた。1402年（建文4年）、朱棣に従って南京に入った。永楽帝（朱棣）が即位すると、陳旭は雲陽伯に封じられ、1000石の禄を賜った。1403年（永楽元年）、中都鳳陽府および直隷衛所の軍馬や城池の巡視を命じられた。1406年（永楽4年）、陳旭は英国公張輔に従って交趾に遠征し、右参将をつとめた。豊城侯李彬とともに西都を攻め落とした。1408年（永楽6年）、凱旋すると、500石の禄を加増された。1409年（永楽7年）、陳季拡が明に叛くと、陳旭は再び張輔に従って交趾に赴いた。8月、陳旭は朱広・兪譲・方政らとともに舟で進軍した。矢戦の末に3000人を斬首し、後陳朝の監門将軍潘低ら200人あまりを生け捕りにし、400隻あまりの船を鹵獲した。1410年（永楽8年）、張輔が召喚されると、陳旭は交趾にとどまって沐晟の補佐を命じられた。3月、軍中で病没した。後嗣となる男子がなく、雲陽伯の爵位は断絶した。